# 美容体操
美容体操（びようたいそう）は、よく均整のとれた身体をつくり、容姿を美しくすることを目的として行われる体操である。

## 概要
英語では calisthenics あるいは fitness がほぼ相当する。
容姿の美しさを主眼とした身体運動は、古代ギリシャから行われていたといい、しかし美容体操がその理論とともに広く行われるようになったのは第一次世界大戦ののち、欧米の美容師の提唱によるという。
日本では、(早見君子 1927)によって欧米の体操法が紹介され、朝や寝る前に美容体操をするとよいとされた。
ドイツ国の母親は子供に美容体操をすすめることが(池田林儀 1930)によって紹介させた。
朝日新聞の連載記事「明暗近代色:ペンのジプシーとカメラのルンペン」(東京朝日新聞社社会部・編 1931)においては、銀座の美容学校で美容体操を指導する様子が紹介されている。
『婦女界』(婦女界社 1930、江口隆哉 1934、宮操子 1937、崔承喜 1937)の記事においても美容体操が紹介されている。
日本において美容体操が広く行われるようになったのはテレビの普及し始める昭和時代からで、スポーツの普及、女性の洋服の定着などによって、美人の条件は、従前のいわゆる「柳腰」ではなく、均整の取れた身体、湾曲していない脚、形良く張った胸などであるとされた。
1954年4月16日、NHKと郵政省簡易保険局が、『NHK美容体操』（竹腰美代子・小池幸）の放送を開始した
。作曲は平井康三郎が担当した。
1960年代頃には、北米のテレビ番組"The Debbie Drake Show"で、テキサス州のデビー・ドレイクがフィットネスの伝道師としてデビューをした。デビー・ドレイク関連のグッズや書籍も多く出版されるようになり、1963年には美容体操の書籍として日本語訳(デビー・ドレイク 1963)も出版された。
中国では、1986年に『美容体操』(刘美姿 1986)が発刊されている。